# Frederick Russell Burnham
Frederick Russell Burnham (11. maj 1861 – 1. september 1947) var spejder under indianerkrigene i USA. Han rejste til Afrika, hvor han blev spejder for den britiske hær og blev et idol for spejderbevægelsens skaber, Robert Baden-Powell, som han inspirerede til den internationale spejderbevægelse. Han var også kendt for sin indsats for den engelske hær i Afrika under Anden Boerkrig, Den første Matabelekrig og Den anden Matabelekrig
Han skrev:
Kun faa bliver en Skæbne saa rig paa Oplevelser til Del, som den der blev beskaaret Forfattern af denne Bog. Igennem mere end en Menneskealder har han i to Verdensdele været med hver eneste Gang nyt Land blev vundet for Civilisationen, og altid har han været med blandt de allerførste, de der tog de haarde Knubs og fik den ringe Løn, men de rige Oplevelser.
.

## Anden Boerkrig
Klondike i Alaska, 1899 – … Der gik Rygter om Uroligheder i Afrika, og major Terry Laing havde allerede skyndt sig fra Klondike med Sydafrika som Maal. Han sagde til mig, inden han rejste: "De slog mig paa Turen ned ad Yukon, men jeg skal slaa Dem nu og være første Mand i Boerkrigen. Den kommer sikkert, og vi vil træffe alle vore gamle Venner der!" Det blev Laings sidst Kapløb med mig. Det var ogsaa hans sidste Kapløb med Døden, som standsede ham med en Martini-riffelkugle i Nærheden af Johannesburg.
Jeg var allerede ved at gøre mig rede til at rejse, da jeg fik følgende Telegram:
Lord Roberts ønsker Dem i sin Stab som Chef for Spejderne. Hvis De tager imod det, kom snarest ad hurtigste Rute.
Inden en Time var jeg paa Vej til Afrika
Hovedkvarteret, Pretoria, 25. Juni 1900. Lord Roberts' Brev lyder:
Kære Major Burnham.
Da jeg hører, De er i Færd med rejse tilbage til Europa, vil jeg benytte Lejligheden til at takke Dem for den værdifulde Tjeneste, De har ydet, siden De tiltraadte ved mit Hovedkvater ved Paardeberg i Februar.
Jeg tvivler om, at nogen anden Mand i Hæren med Held kunde have gennemført de farlige Hverv, som De fra Tid til anden har udført, eftersom de krævede et helt Livs Træning i Forbindelse med usædvanligt Mod, Forsigtighed og Udholdenhed.
Det gjorge mig meget ondt at høre om det alvorlige Ulykkestilfælde, De var udsat for under Deres sidste heldige Forøg paa at sprænge Fjendens Jernbanelinje i Luften, og jeg haaber snart at høre, er helt rask igen.
Deres meget hengivne
Roberts, Feltmarskal

## Britisk Østafrika
I april 1902 indsendte East Africa Syndicate ansøgning om land i Britisk Østafrika. Finansmænd fra British South Africa Company viste interesse i syndikatet, der først ansøgte om 500 m², senere om noget større arealer, heriblandt et stort område tilhørende en jødisk bosættelse. I april 1903 udrustede Burnham og direktør for Britisk Østafrika syndikatet, en ekspedition af John Weston Brooke og andre for at vurdere mineralmængderne i regionen. Ekspeditionen, der blev kendt som de fire B'er (alle ledernes navne begyndte med B), rejste fra Nairobi via Mount Elgon nordpå til vestbredden af Lake Rudolph, hvorunder de led store afsavn i form af vandmangel og oplevede farer ved mødet med masaier.

## Spejderbevægelsen
Burnham var allerede en anerkendt spejder/stifinder, da han første gang mødte Baden-Powell i den anden Matabelekrig. Deres baggrund var så forskellige som man kunne forestille sig: I sin barndom i et indianerreservat i Minnesota var Burnhams tidligste legekammerater indianerdrenge fra Sioux-stammen, og de stræbte for at udmærke sig i sporingens kunst og tradition, og sammen drømte de om at blive store stifindere.
Da Burnham var teenager, ernærede han sig ved at jage og ride for telegrafkompagniet Western Union i de californiske ørkener. Hans læremestre var erfarne stifindere fra det vestlige USA, og da han var 19, var han selv en erfaren stifinder, der jagede - og blev jaget af - apache-indianerne.
Den britiske spejder, han senere blev ven og kampfælle med i Matabeleland - Baden-Powell - blev født i London-bydelen Paddington og gik i sine sidste skoleår på den berømte kostskole Charterhouse, hvor hans første erfaringer i det, der senere skulle blive spejderlivet, var at strejfe om i skovene uden for skolens område (hvilket var strengt forbudt) og jage, nedlægge og tilberede småvildt uden at blive opdaget. Som nittenårig blev Baden-Powell optaget i hæren. De første år gjorde han tjeneste i Indien, og allerede fra begyndelsen havde han ambitioner om at blive spejder for hæren, og da disse mænd mødtes i 1896 i Afrika, var Baden-Powell efterretningsofficer og vant til at klare sig i den vilde natur. Han havde førhen organiseret en mindre spejder-sektion i sit regiment, havde skrevet sin bog Reconnaissance and Scouting, og havde gjort tjeneste i Indien, Afghanistan, Natal og Ashanti. Burnham var general Frederick Carringtons chef for spejderne, mens Baden-Powell var stabschef.
Den anden Matabelekrig blev udkæmpet mellem nybyggerne (i Afrika kaldet settlers) og Matabelefolket (nuværende Ndebelefolk) i det område, der i dag hedder Zimbabwe. Under belejringen af Bulawayo, den største by i området, red de to mænd ofte i Matobo-bakkerne, og det var her, Burnham først introducerede Baden-Powell til indianernes livsstil og teknik, og lærte ham woodcraft, det vi kender som spejderfærdigheder. Baden-Powell havde allerede skrevet en del om rekognoscering og sporing fra en militær vinkel, men Burnham lærte ham mange nye aspekter, deriblandt hvordan man rejser i vildmarken uden kort og kompas, hvordan man opdager fare ved at iagttage dyrene og de mange måder man kan finde drikkevand på.
Baden-Powell var så imponeret af Burnhams viden og praktiske kunnen, at han gerne nævnte ham som den mentor, han havde presset al viden ud af. Det var også i denne tid at Baden-Powell begyndte at bære sit senere kendetegn, Stetsons campaign hat, som Burnham brugte. Vi kender den i dag som spejderhatten, men også fra sergenter i USA's militær, samt de rødjakkede betjente i Royal Canadian Mounted Police (RCMP). Bege mænd erkendte, at krig var under stærk forandring og at den britiske hær burde tilpasse sig, så under deres rekognosceringsmissioner diskuterede de koncepterne for et bredt uddannelsesprogram i spejderfærdigheder for de unge soldater, hvor de skulle lære at spore og efterforske, få færdigheder i feltlivet og blive selvhjulpne i vildmarken - altsammen kundskaber, der ikke var nogen spejder i hele Afrika, der besad bedre end Burnham.
I sin første lærebog for spejdere - Aids to Scouting - beskrev Baden-Powell mange af de erfaringer, han lærte af Burnham, og bogen blev senere brugt af drenge som en guide i udendørs sport. Efter anmodning fra flere ungdomsledere besluttede Baden-Powell at ændre sin spejderlærebog til brug for drenge. Mens Baden-Powell gjorde arbejdet med at finpudse konceptet for drengespejdere i Scouting for Boys og blive grundlægger af den internationale spejderbevægelse, blev Burnham kaldt for bevægelsens 'far'.
Burnham fik senere et nært venskab med andre involverede i den amerikanske spejderbevægelse, som Chief Scout Citizen Theodore Roosevelt og Chief Scout Forester Gifford Pinchot.
Boy Scouts of America (BSA) udråbte Burnham til æresspejder i 1927, og som tak for hans bemærkelsesværdige og ekstraordinære arbejde for spejderbevægelsen blev han tildelt den højeste æresbevisning i BSA, nemlig Sølvbøffelen i 1936. I resten af sit liv forblev han aktiv i spejderarbejdet regionalt og nationalt, og han skrev regelmæssigt sammen med Baden-Powell om aspekter af spejderarbejdet.
Den jordnære Burnham og Baden-Powell forblev nære venner i resten af deres lange liv. Den båndlagte periode for Burnham og Baden-Powells breve, arkiveret i Yale- og Stanford-universitetet udløb i år 2000, og den sande dybde af deres kærlighed til spejderbevægelsen er genopdaget. I 1931 læste Burnham talen, der tilegnede Mount Baden-Powell i Californien til hans gamle krigs- og spejderkammerat. Deres venskab og ligeværdige status i spejderverdenen er hyldet ved tilegnelsen af bjergtinden ved siden af Mount Burnham til ham selv.
Burnhams efterkommere fulgte i hans fodspor og er aktive både i spejderlivet og i militæret. Hans søn Roderick lod sig hverve til U.S.Army og kæmpede i første verdenskrig i Frankrig. Hans barnebarn, Frederick Russell Burnham II, var leder i BSA og veteran fra Vietnamkrigen. Hans oldebarn, Russell Adam Burnham, er en Eagle Scout og blev kåret som årets soldat i U.S.Army i 2003.

## Medaljer og dekorationer
- 1893 – British South Africa Company Medal – Storbritannien.
- 1900 – Distinguished Service Order (DSO) – Storbritannien.
- 1900 – Queen's South Africa Medal – Storbritannien.
- 1927 – Honorary Scout – Spejderbevægelsen, USA.
- 1936 – Silver Buffalo Award – Spejderbevægelsen, USA.
- 1951 – Mount Burnham – Californien, USA.

## Filmografi
Ernest Hemingway købte rettighederne til at filmatisere Burnhams erindringer i 1958, og det amerikanske tv-selskab Columbia Broadcasting System ansatte Hemingway til at lave en film baseret på bogen, hvor Gary Cooper skulle spille Burnham. Men Hemingway begik selvmord i 1961, før produktionen gik i gang.

## Vigtige værker
Et lille udpluk af bibliografien:
- Scouting on Two Continents. (1926)
- Fra Alaska Til Kap: Pionerliv i Amerikas minelejre og på Sydafrikas højsletter (1929)
- Scouting Against the Apache. The Boy Scout's Book of True Adventure, Fourteen Honorary Scouts, with foreword by Theodore Roosevelt and biographical notes by James E. West. (1931)
- Taps for the Great Selous. Hunting Trails on Three Continents, Grinnell, George Bird, Kermit Roosevelt, W. Redmond Cross, and Prentiss N. Gray (1933)
- Taking Chances. (1944)

## Bøger – udvalgte titler
- Real Soldiers of Fortune. Richard Harding Davis. (1906)
- Real Soldiers of Fortune (1906), frit tilgængelig på Project Gutenberg
- The Boys' Own Book of Adventurers. Albert Britt. (1923)
- Folks Ushud Know; Interspersed with Songs of Courage. Lee Shippey (1930)
- He-who-sees-in-the-dark; the boys' story of Frederick Burnham, the American scout. James E. West; illustrated: Robert Baden-Powell (1932)
- Major Burnham of the Shangani Patrol. J. P. Lott, Rhodesiana Magazine (September 1976)
- Major F. R. Burnham, D.S.O. J. P. Lott, Rhodesiana Magazine, #36. (Martz 1977)
- An American family on the African frontier: the Burnham family letters, 1893-1896. Mary y Richard Bradford. (1993)
- Burnham: King of Scouts.Peter van Wyk. ISBN 1-4120-0901-4. (2003)